# Гонсалвеш Виана
Гонса́лвеш Виа́на, полное имя — Анисе́ту душ Рейш Гонса́лвеш Виа́на (порт. Aniceto dos Reis Gonçalves Viana, 1840—1914) — португальский филолог-романист, лексикограф.
В 1880 году был секретарём 9-го международного Конгресса по антропологии и древней археологии.
Считается одним из крупнейших фонетистов в Португалии. Впервые описал фонетическую систему португальского языка в 1883 году.
В 1900 году входил в комиссию по пересмотру географической номенклатуры Португалии. Написал работу об основных принципах транскрипции иностранных названий на португальский язык (порт. Bases da transcrição portuguesa de nomes estrangeiros).
Вместе с такими видными португальскими филологами, как Каролина Микаэлис, Лейте де Вашконселуш и др., был членом орфографической комиссии. Автор орфографического и орфоэпического словаря португальского языка.